# Возврат (металлургия)
Возвра́т металлов — процесс термической обработки, при котором происходит частичное восстановление физических и химических свойств деформированных металлов и сплавов без видимых изменений структуры.
Процесс основан на свойствах кристаллической решётки вещества. Применяется для термической стабилизации свойств и структуры металлов и повышения пластичности наклёпанных материалов.
Возврат производится при нагреве металлов и сплавов ниже температуры рекристаллизации путём удаления (стадия «отдыха») и последующего перераспределения с целью снижения концентрации (стадия «полигонизации») дефектов их кристаллической структуры, в первую очередь так называемых дислокаций, которые не связаны с образованием и движением границ кристаллитов. Процессы при возврате протекают в различных температурных интервалах, поскольку дефекты кристаллического строения, появляющиеся при деформации от наклёпа, могут иметь совершенно различный характер и типы, а следовательно, энергия активации для этих процессов тоже требуется различная.
Во время отдыха происходит снижение концентрации точечных дефектов, после чего они аннигилируются и перемещаются к границам дислокаций; последние же перераспределяются путём скольжения в своих плоскостях, не образуя новые границы. Во время полигонизации дислокации перераспределяются посредством диффузии и скольжения, что сопровождается частичной аннигиляцией. В результате этой стадии образуются так называемые «полигоны» — области внутри кристаллитов, которые отделены друг от друга малоугловыми дислокационными границами и вследствие этого не содержат дислокаций. Полигонизация может являться начальной стадией рекристаллизации, если речь идёт о нагреве после больших деформаций. В этом случае важно уменьшить плотность дислокаций в материале, чтобы полностью удалить эффект холодной деформации.
Во время второй стадии (полигонизации) для отслеживания структурных изменений применяется электронно-микроскопический анализ тонких фольг, который может выполняться как «на просвет», так и с помощью оптического микроскопа после травления. Также анализу обязательно подвергаются формы рентгеновских рефлексов и рентгенограмма как таковая, на которой исследуется уменьшение ширины линий. При возврате металлов повышается их пластичность, но такие свойства, как электросопротивление, коэрцитивная сила, прочность, твёрдость и растворимость в кислотах, заметно уменьшаются; при этом некоторые из них (электросопротивление) восстанавливаются уже на стадии отдыха, другие (коэрцитивная сила, механические свойства) — только при полигонизации. В случае высокой энергии дефектов упаковки у металла степень восстановления его свойств при возврате больше, чем в случае низкой. При более высокой температуре нагрева и продолжительности процесса возврата степень восстановления свойств увеличивается.
Процесс возврата на стадии отдыха идёт при нагреве до температуры (0,05—0,2) tпл, при этом Q отдыха равна 0,1—0,7 эВ. На стадии полигонизации возврат проходит при нагреве до (0,3—0,4) tпл, при этом Q полигонизации составляет 160,210⋅10−21 — 240,315⋅10−21 Дж (1,0—1,5 эВ).